# Outeniqua centralis
Outeniqua centralis är en skalbaggsart som beskrevs av Schein 1959. Outeniqua centralis ingår i släktet Outeniqua och familjen Melolonthidae. Inga underarter finns listade i Catalogue of Life.